# Guzmania apiculata
Guzmania apiculata är en gräsväxtart som beskrevs av Lyman Bradford Smith. Guzmania apiculata ingår i släktet Guzmania och familjen Bromeliaceae. Inga underarter finns listade i Catalogue of Life.